# 燕子河 (邳苍分洪道)
燕子河，位于山东省南部，为邳苍分洪道右岸支流。发源于临沂市罗庄区罗西街道（原岑石乡）涧头村西南驴脖子山东麓，向南流经沂堂镇，苍山县的神山镇 (苍山县)、磨山镇和长城镇，最后于长城镇庞庄村南苏鲁交界处汇入邳苍分洪道。全长57公里，流域面积311.5平方公里，流域内多年平均年降水量2200毫米。